# René Lestelly
René Lestelly est un acteur belge, né René Edmond Louis Lelais le 19 février 1904 à Liège et mort le 4 février 1993 à Meaux.

## Biographie
Il fut tour à tour chanteur d'opérette, acteur de théâtre et acteur de cinéma.
Il est inhumé à Paris, dans le cimetière des Batignolles (9e division).

## Théâtre
- 1933 : Le Garçon de chez Prunier, opérette, musique Joseph Szulc, livret  André Barde et Michel Carré (réalisateur, mise en scène Edmond Roze, Théâtre des Capucines
- 1933 : À la belle bergère, opérette, musique Mireille, livret  Georges Dolley et Jean Nohain, mise en scène Edmond Roze, Théâtre des Capucines
- 1934 : Les Sœurs Hortensias, opérette, musique Raoul Moretti, livret  Henri Duvernois et André Barde, mise en scène Georgé, Théâtre des Nouveautés et Bobino
- 1934 : Vacances, opérette, musique Maurice Yvain, livret  Henri Duvernois et André Barde, Théâtre des Nouveautés
- 1935 : Faites ça pour moi !, opérette, musique Gaston Gabaroche, livret  Raoul Praxy, mise en scène Georgé, Théâtre Antoine
- 1941 : Trois jeunes filles nues, opérette en 3 actes, livret de Yves Mirande et Albert Willemetz, musique de Raoul Moretti, Théâtre Marigny[2]
- 1946 : Les Chasseurs d'images, opérette, musique Georges van Parys et Roger Dumas, livret André Mouëzy-Éon, lyrics Jean Manse, mise en scène Émile Couvelaine, Théâtre du Châtelet
- 1948 : La Poule aux œufs d'or de Marc-Cab, Valentin Tharault et André Hornez, Casino-Montparnasse
- 1950 : Madame est servie de Georges de Wissant et Jean Kolb, Théâtre Daunou
- 1953 : Treize à table de Marc-Gilbert Sauvajon, mise en scène de l'auteur, Théâtre des Capucines
- 1960 : Le Jeu de l'amour et du hasard de Marivaux, mise en scène Daniel Leveugle, Théâtre de l'Athénée

## Filmographie

### Films
- 1933 : Les Bleus de l'amour de Jean de Marguenat : Gérard
- 1934 : La crise est finie de Robert Siodmak : René
- 1935 : La Mascotte de Léon Mathot : Prince Fritellini
- 1935 : Les Sœurs Hortensias de René Guissart : Pitoleano
- 1936 : Une fille à papa de René Guissart : Jérôme de Bellacosta
- 1936 : La Petite Dame du wagon-lit de Maurice Cammage : Pedro
- 1937 : Josette de Christian-Jaque
- 1941 : Saturnin de Marseille de Yvan Noé : Jean Morgan
- 1951 : Clara de Montargis de Henri Decoin

### Court-métrage
- 1934 : L'École des détectives de Jean Delannoy